# Искендерян, Эд
Эдвард «Иски» Искендерян (англ. Edward «Isky» Iskenderian, чаще в литературе Эд Искендерян, англ. Ed Iskenderian; 10 июля 1921, Туларе, Калифорния, США) — американский гонщик, механик, предприниматель, один из пионеров хот-рода, названный легенда хот-рода. Его родстер Ford Model T является одним из величайших хот-родов всех времён. Внёс огромный вклад в становление отрасли. Был назван «Автомобильным парнем века».   
Его компания Isky Racing Cams была одной из первых, производящих высокопроизводительные распределительные валы. Является сооснователем SEMA, её первым президентом, включён в Зал славы SEMA в 1978. Включен в Зал славы производителей двигателей. Был на шестой обложке Hot Rod (июнь 1948 года).

## Биография

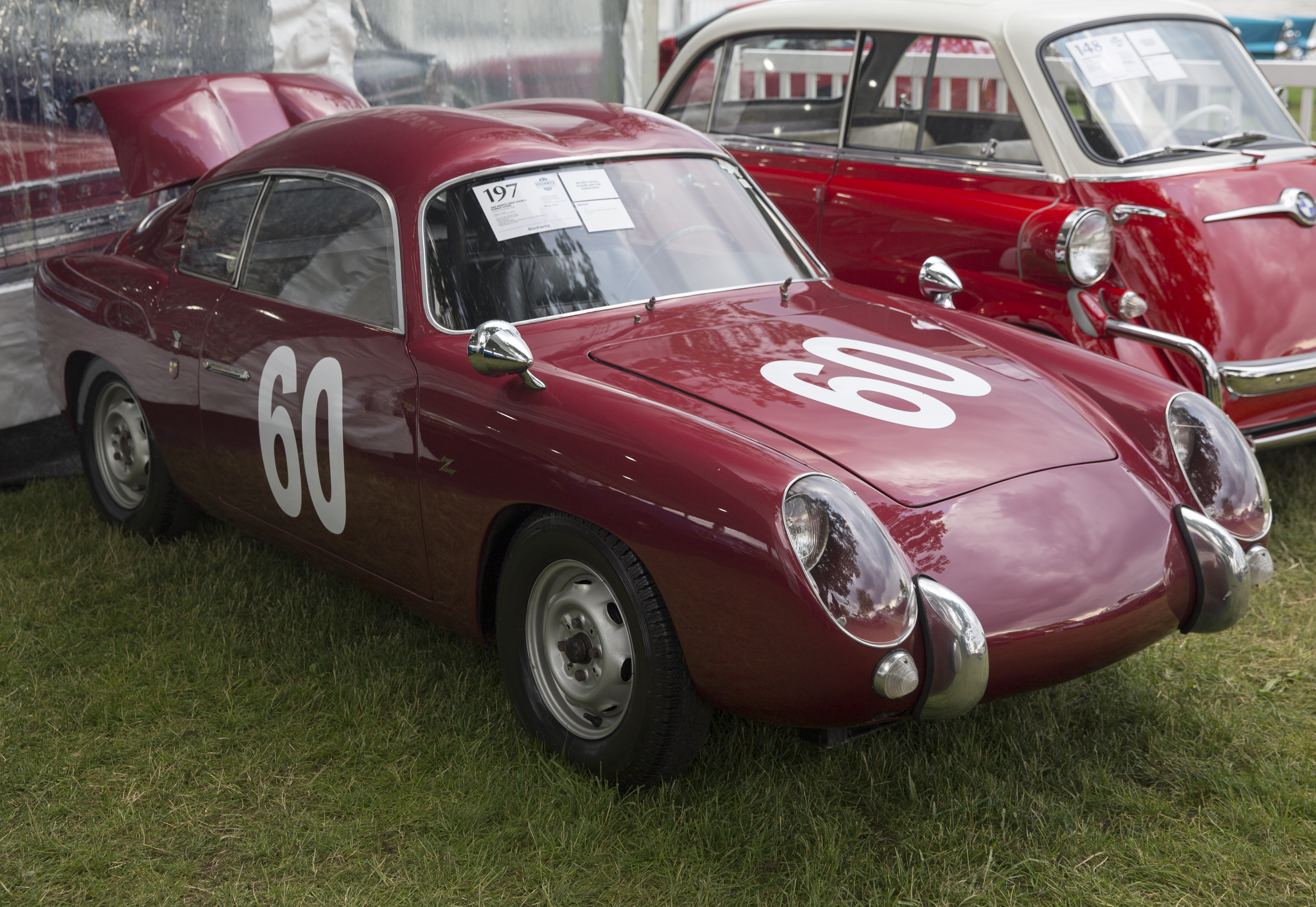
Купе Fiat-Abarth 750 1959 года, проданный на аукционе Bonhams в 2019 году за 67,2 тыс. долл. Оригинальный двигатель был заменён на модифицированный, включающий распредвалы Искендеряна

Искендерян родился 10 июля 1921 года в округе Туларе, Калифорния, в семье армянских иммигрантов первого поколения. Округ известен своими виноградниками, но его семье не удалось возделывать виноград, так как сильные морозы уничтожили культуры. Эти условия вынудили семью Искендеряна переехать в Лос-Анджелес.
Во время учебы в Политехнической средней школе в Лос-Анджелесе любимым проектом Искендерян была постройка родстера Ford Model T. Он изучил основы механики, работая с автомобилем, а затем адаптировал надголовную конверсию Frontenac (более известную как Fronty), а также головку George Riley, известную гонщикам тех дней как «мульти-плоская головка».
Испытывая повторяющиеся отказы коленчатого вала, Искендерян начал искать двигатель с более прочным нижним концом. Он осмотрел Ford Model A и B и обнаружил, что они лишь немного прочнее, чем Model T. Обратив внимание на более поздний двигатель Ford V-8 с плоской головкой, он обнаружил, что коленвал был гораздо прочнее с более крупными подшипниками и уравновешенным коленчатым валом. Искендерян установил специальные головки цилиндров типа Maxi "F" (с верхними выпускными клапанами) и впускной коллектор Slingshot.
Он заполнил камеры сгорания в головках чугуном, а затем перепрофилировал камеры сгорания по совету своего хорошего друга Эда Уинфилда. Фактическая степень сжатия оказалась колоссальной 13:1, чрезвычайно высокой для ранних дней хот-родинга. Это был его первый хот-род, который до сих пор занимает угол в его компании.
После окончания учёбы Искендерян получил опыт механика, работая учеником слесаря-инструментальщика и штамповщика. Именно там он развил навыки и опыт постоянного стремления к качеству и совершенству. 
Его карьера была прервана Второй мировой войной. Из-за своего интереса к скорости Искендерян решил попробовать свои силы с ещё более быстрым транспортным средством и поступил на службу в армейский воздушный корпус. Он служил в Воздушно-транспортном командовании, неоднократно доставляя грузы на острова Тихого океана.
Вернувшись, он подготовил свой хот-род к соревнованиям на дне высохшего озера в Калифорнии. При восстановлении своего V-8 он хотел получить специальный распредвал. Однако бум ударил по хот-роддингу и у нескольких производителей гоночных распредвалов на западном побережье было много дел. Их производственные графики были перегружены, что привело к медленной доставке. В течение пятимесячного периода, ожидания своего специального распредвала, Искендерян решил заняться шлифовкой кулачков. Он купил подержанный обычный круглошлифовальный станок. Используя свой инструментальный и механический опыт, он переделал его в универсальный шлифовальный станок для кулачков. Этот станок производил распредвалы с заметно улучшенными характеристиками по сравнению с обычными гоночными распредвалами Ford. Распредвалы Искендерян были первыми, которые выдавали 1 л. с. на куб. дюйм на бензине в послевоенных OHV V-8 Dodge Hemiи 1,3 л. с. на куб. дюйм на бензине в послевоенных двигателях Chevy OHV 283 V-8.
Искендерян увидел, что гонщики могут извлечь выгоду из прогресса более высоких технологий, поэтому он создал первые в отрасли распределительные валы Hard-Face Overlay и стал первым, кто применил компьютеры в проектировании распределительных валов. С помощью компьютера он создал самые передовые профили кулачков конца 1950-х и начала 60-х годов, такие как знаменитые 5-тактные и Polydyne Profile 505 Magnum, а также самые первые в отрасли гидравлические гоночные распределительные валы. Не останавливаясь на этом, он знал, что новым распределительным валам нужны были столь же технологически продвинутые компоненты, поэтому он разработал первые толкатели из закаленного железа высокой плотности для постоянно растущего класса Fuel Burning Supercharged Dragster (теперь известного как Top Fuel Dragsters), первые самоблокирующиеся роликовые толкатели и первые гидравлические толкатели Anti-Pump-Up, позволяющие гидравлическим распределительным валам выдавать более высокие обороты в минуту. 
Это создало новую проблему. Поскольку новые распредвалы обеспечивали больший подъем и продолжительность для более высоких оборотов, полученные более высокие скорости подъема требовали усовершенствованных конструкций клапанных пружин. Осознав это, Искендерян затем представил гоночной индустрии первые клапанные пружины Vasco Jet 1000 после того, как десять лет назад он стал пионером первых узлов клапанных пружин для гонок. Новые кулачки и компоненты были не единственным, что он привнёс в программы дрэг-рейсинга.
В дополнение к многочисленным гоночным достижениям, Искендерян также обратил свой интерес к помощи энтузиастам стоковых (уличных) автомобилей. Он предложил, среди прочего, первый согласованный комплект кулачков и сборок, чтобы исключить работу наугад при заказе. Чтобы помочь гонщикам точно настроить двигатели, он предложил первые «Ultra Rev-Kits» для роликовых кулачков малого блока Chevy V-8 и первый комплект для предотвращения смещения кулачков для Chevy V-8, а также первые смещенные ключи кулачков и втулки для регулировки фаз газораспределения. В 1963 году он в сотрудничестве с несколькими другими пионерами отрасли создал «Ассоциацию производителей скоростного оборудования», теперь известную как «Ассоциация рынка специального оборудования» или «SEMA». Он председательствовал в качестве её первого президента в 1963 и 1964 годах и руководил группой в её первые решающие годы.
С появлением новых малолитражных автомобилей и потребительской тенденцией к экономии, Искендерян направил свои усилия на расширение своей линейки экономичных распредвалов и компонентов, создав распредвал, который обеспечивал бы экономичность без ущерба производительности. Это привело к появлению новейшей и самой прочной линейки производительных распредвалов. SuperCams — для экономичности и производительности и MegaCams — максимальные гидравлические распредвалы для производительных условий. 
Хотя и по-прежнему руковя всем процессом, он передал бразды правления в компании своим сыновьям Рону и Ричарду, которые продолжили традиции своего отца. За последние годы Рон разработал более 100 новых профилей кулачков с помощью новой компьютерной программы проектирования, которую он разработал. В сотрудничестве со своим братом Ричардом они разработали более 12 новых комбинаций клапанных пружин для овальных трасс и дрэг-рейсинга. Ричард лично присутствует на многих крупных и местных трассах, конвенциях и семинарах, чтобы поговорить с гонщиками, производителями двигателей и владельцами, чтобы следить за постоянно меняющимися потребностями растущей отрасли. 
Искендерян также создал первые денежные премии производителей для дрэг-рейсинга в 1950-х годах. Он также участвует в крупных и мелких спонсорских проектах, а также в растущей поддержке местных трасс, чтобы дать многим гонщикам возможность участвовать в гонках в своих родных городах.
В 1985 году он был включен в состав «Легенд производительности» Chevrolet, почётной группы «Людей, чьи видения, мастерство и упорство превратили автомобиль в нечто большее, чем просто транспорт, людей, которые подняли автоспорт и высокую производительность на уровень известности, которым они пользуются сегодня». В том же году он был включен в Зал славы SEMA, что сделало его единственным производителем кулачков, удостоенным чести обеих организаций.
Его компании Isky Racing Cams располагается в Гардене (Калифорния), состоит из четырех зданий комплекса площадью более 75 000 квадратных футов на участке длиной в целый городской квартал. В Isky работает более 100 специалистов, включая инженеров и технических консультантов, которые помогают тысячам дилеров Isky по всему миру и сотням тысяч клиентов.

### Пионерный вклад
С участием Искендеряна: 
- созданы первые в отрасли распределительные валы с твердосплавным покрытием;
- разработаны первые подъемники из закаленного железа высокой плотности для дрэг-рейсинга;
- выпущены первые в отрасли гидравлические гоночные распределительные валы, самоблокирующиеся роликовые толкатели, гидрокомпенсаторы с защитой от подкачки и высокооборотные пружины клапанов высокого давления;
- предложены первые в отрасли согласованные комплекты для сборки кулачков и пружин клапанов;
- началось первое корпоративное спонсорство гоночной команды «отца дрэг-рейсинга» Дона Гарлитса[англ.];
- созданы комплекты «Ultra Rev Kits» для роликовых кулачков двигателей Chevy V-8 малого блока;
- разработан и изготовлен комплект для предотвращения кулачкового хода малолитражного автомобиля Chevy;
- предложили первые кулачки, обеспечивающие мощность 1 л.с./куб. дюйм на бензине в ранних двигателях Dodge Hemi V-8 и 1,3 л.с./куб. дюйм на бензине в двигателе Chevy 283 V-8;
- в 1950-х годах были учреждены первые денежные премии производителей за участие в дрэг-рейсинге[7].